# Gouvernement Pravind Jugnauth II
République de Maurice
P. Jugnauth I Ramgoolam III
Le gouvernement Pravind Jugnauth II (en anglais : Second Pravind Jugnauth Ministry) est le gouvernement de la république de Maurice du 12 novembre 2019 au 12 novembre 2024.

## Composition
La composition du gouvernement est la suivante :
| Portefeuille | Titulaire | Titulaire | Titulaire                     | Parti |
| --- | --------- | --------- | ----------------------------- | ----- |
| Premier ministre Ministre de l'Intérieur, de la Défense et des Communications extérieures Ministre de Rodrigues, des Îles extérieures et de l'Intégrité territoriale |           |           | Pravind Jugnauth              | MSM   |
| Vice-Premier ministre Ministre de l'Énergie et des Services publics Ministre du Logement et des Terres                                                               |           |           | Louis Obeegadoo               | MSM   |
| Vice-Première ministre Ministre de l'Education et des Ressources humaines, de l'Enseignement supérieur et de la Recherche scientifique                               |           |           | Leela Devi Dookun-Lutchoomun  | MSM   |
| Vice-Premier ministre Ministre des Administrations régionales et des Îles                                                                                            |           |           | Mohammad Anwar Husnoo         | MSM   |
| Ministre des Infrastructures publiques et du Transport routier |           |           | Alan Ganoo                    | MSM   |
| Ministre des Finances et du Développement économique |           |           | Renganaden Padayachy          | MSM   |
| Ministre des Affaires étrangères, de l'Intégration régionale et du Commerce international                                                                            |           |           | Alan Ganoo                    | MSM   |
| Ministre de la Sécurité sociale, de la Solidarité nationale, de l'Environnement et du Développement durable                                                          |           |           | Fazila Jeewa-Daureeawoo       | MSM   |
| Ministre du Business, des Entreprises et des Coopératives |           |           | Soomilduth Bholah             | MSM   |
| Ministre de l'Environnement et du Développement durable |           |           | Kavydass Ramano               | MSM   |
| Ministre des Services financiers, de la Bonne gouvernance et des Réformes institutionnelles                                                                          |           |           | Mahen Seeruttun               | MSM   |
| Ministre du Tourisme |           |           | Georges Lesjongard            | MSM   |
| Ministre de l'Agro-industrie et de la Sécurité alimentaire |           |           | Maneesh Gobin                 | MSM   |
| Ministre de l'Industrie, du Commerce et de la Protection des consommateurs                                                                                           |           |           | Yogida Sawmynaden             | MSM   |
| Ministre de l'Éducation et des Ressources humaines, de l'Enseignement supérieur et de la Recherche scientifique                                                      |           |           | Jean-Christophe Toussaint     | MSM   |
| Ministre de l'Infrastructure nationale et du Développement communautaire                                                                                             |           |           | Mahendranuth Sharma Hurreeram | MSM   |
| Ministre de la Technologie, de la Communication et de l'Innovation                                                                                                   |           |           | Darsanand Balgobin            | MSM   |
| Ministre du Travail, des Relations industrielles, de l'Emploi et de la Formation                                                                                     |           |           | Soodesh Callichurn            | MSM   |
| Ministre de la Santé |           |           | Kailesh Jagutpal              | MSM   |
| Ministre de l'Économie océanique, des Ressources marines, de la Pêche et des Services maritimes                                                                      |           |           | Sudheer Maudhoo               | MSM   |
| Ministre de l'Égalité des Genres, du Développement de l'enfant et du Bien-être de la famille                                                                         |           |           | Kalpana Devi Koonjoo-Shah     | MSM   |
| Ministre des Arts et de la Culture |           |           | Avinash Teeluck               | MSM   |
| Ministre de la Fonction publique et des Réformes administratives |           |           | Teeruthraj Hurdoyal           | MSM   |

## Anciens membres
- Ivan Collendavelloo : Vice-Premier ministre, ministre de l'Énergie et des Services publics du 12 novembre 2019 au 25 juin 2020.
- Nando Bodha : ministre des Affaires étrangères, de l'Intégration régionale et du Commerce international du 22 mars 2019 au 6 février 2021[2].